# Comarca da Coruña
A Coruña is een comarca van de Spaanse provincie A Coruña. De hoofdstad is A Coruña, de oppervlakte 470,7 km² en het heeft 373.422 inwoners (2005).

## Gemeenten
Abegondo, Arteixo, Bergondo, Cambre, Carral, A Coruña, Culleredo, Oleiros en Sada.